# Australian Championships 1962
Gli Australian Championships 1962 (conosciuto oggi come Australian Open) sono stati la 50ª edizione degli Australian Championships e prima prova stagionale dello Slam per il 1962. Si è disputato dal 5 al 15 gennaio 1962 sui campi in erba del White City Stadium di Sydney in Australia. Il singolare maschile è stato vinto dall'australiano Rod Laver, che si è imposto sul connazionale Roy Emerson in 4 set. Il singolare femminile è stato vinto dall'australiana Margaret Court, che ha battuto la connazionale Jan Lehane O'Neill in 2 set. Nel doppio maschile si è imposta la coppia formata da Roy Emerson e Neale Fraser, mentre nel doppio femminile hanno trionfato Margaret Smith Court e Robyn Ebbern. Il doppio misto è stato vinto da Lesley Turner Bowrey e Fred Stolle.

## Risultati

### Singolare maschile
Rod Laver ha battuto in finale  Roy Emerson  8-6, 0-6, 6-4, 6-4

### Singolare femminile
Margaret Court ha battuto in finale  Jan Lehane O'Neill  6-0, 6-2

### Doppio maschile
Roy Emerson /  Neale Fraser hanno battuto in finale  Bob Hewitt /  Fred Stolle, 4-6, 4-6, 6-1, 6-4, 11-9

### Doppio femminile
Margaret Smith Court /  Robyn Ebbern hanno battuto in finale  Darlene Hard /  Mary Carter Reitano, 6-4, 6-4

### Doppio misto
Lesley Turner Bowrey /  Fred Stolle hanno battuto in finale  Darlene Hard /  Roger Taylor, 6-3, 9-7